# Наша странка (Хрватска)
Наша странка (краће: НС) је политичка партија која заступа интересе српске заједнице у Хрватској.

## Оснивање и програм странке
Странка је основана 10. јануара 2011. године у Борову с циљем очувања српског идентитета, заједничког живота са свим људима добре воље те доприноса друштву без предрасуда.
Програмска начела Странке заснивају се следећем: народ испред „представника“, демократска активност, национална активност, образовање, развој привреде, ефикасно коришћење европских фондова, солидарно друштво и сарадња, а не бескрајне свађе. Основно програмско начело Странке је „Народ испред представника“
Председник и оснивач странке Јован Ајдуковић је до лета 2009. године био високопозиционирани функционер Самосталне демократске српске странке из које је искључен након независне кандидатуре за заменика вуковарско-сремског жупана на локалним изборима исте године.

## Парламентарни избори
На изборима за заступнике у Хрватски сабор 2011. године Странка је коалира са Српском народном странком и Демократском партијом Срба. Коалиција носи назив: Демократска опозиција српских странака (ДОСС). Испред странке на листи Коалиције у 12. изборној јединици био је председник Странке Јован Ајдуковић који је освојио 21,5% гласова што је недовољно за улазак у Сабор.